# 伯靈頓 (康乃狄克州)
伯靈頓（英語：Burlington）是一個位於美國康乃狄克州哈特福縣的城鎮。

## 地理
伯靈頓的座標為41°45′31″N 72°57′28″W / 41.75861°N 72.95778°W，而該地的平均海拔高度為269米（即883英尺）。

## 人口
根據2010年美國人口普查的數據，伯靈頓的面積為78.80平方千米，當中陸地面積為77.00平方千米，而水域面積為1.80平方千米。當地共有人口9301人，而人口密度為每平方千米118人。